# Beriberi
Beribêri je bolezen, ki prizadene živčevje in srce in jo povzroči pomanjkanje vitamina B1 (tiamina). Simptomi so izguba telesne teže, čustvene motnje, Wernickejeva bolezen, mišična oslabelost, bolečine v sklepih, obdobja neenakomernega srčnega utripa. Pogosto se pojavijo tudi edemi (otekanje tkiva). V napredovani obliki lahko beriberi povzroči srčno popuščanje in nazadnje smrt. Naziv bolezni izhaja iz šrilanškega jezika singalščine in pomeni ne morem, ne morem.

## Vzroki
Neposreden vzrok za bolezen je pomanjkanje tiamina v organizmu. Pogosto obolevajo ljudje v državah v razvoju, ki se prehranjujejo skorajda izključno z oluščenim rižem, ki ne vsebuje tiamina ali pa ga vsebuje v zelo nizkih količinah. Za beriberijem lahko zbolijo tudi kronični alkoholiki, pri katerih je delovanje jeter močno okrnjeno. Če je otrok hranjen z mlekom obolele matere, se bolezen lahko razvije tudi pri njem, saj z mlekom ne dobiva tiamina.
Beriberi se je množično pojavil v azijskih državah v 19. stoletju, ko so tamkajšnji pridelovalci riža pričeli z luščenjem tega žita.

## Simptomi in učinki
Ločimo dve vrsti beriberija: vlažni beriberi in suhi beriberi.
Vlažni beriberi učinkuje na srce in je lahko smrten, saj povzroča srčno popuščanje in oslabitev kapilarnih sten. Zaradi delovanja na kapilare se na telesnem obrobju pojavljajo edemi.
Suhi beriberi povzroča hiranje in delno paralizo zaradi uničujočega vpliva na obkrajno živčevje.

## Zdravljenje
Za zdravljenje se uporablja tiaminijev hidroklorid v obliki tablet ali injekcij. 
Tiamin se sicer v prehrani nahaja  v žitaricah,  deloma tudi v mesu, zeleni zelenjavi, sadju, mleku in stročnicah.